# Iso Palojärvi (sjö i Multia, Mellersta Finland, Finland)
Iso Palojärvi och Pieni Palojärvi är  sjöar i Finland. De ligger i kommunen Multia i landskapet Mellersta Finland, i den centrala delen av landet, 270 km norr om huvudstaden Helsingfors. Iso Palojärvi ligger 175,2 meter över havet. Arean är 1,09 kvadratkilometer och strandlinjen är 7,51 kilometer lång. Sjön  ingår i Kumo älvs huvudavrinningsområde.   I omgivningarna runt Iso Palojärvi växer i huvudsak barrskog.